# Stuart Taylor
Stuart Taylor (28 de noviembre de 1980, Romford, Inglaterra) es un exfutbolista inglés, que se desempeñaba como portero; su último club fue el Southampton de la Premier League.

## Selección nacional
Ha sido internacional con la Selección de fútbol de Inglaterra Sub-21.

## Clubes
| Club                  | País       | Año         |
| --------------------- | ---------- | ----------- |
| Bristol Rovers        | Inglaterra | 1999        |
| Crystal Palace FC     | Inglaterra | 2000        |
| Arsenal Football Club | Inglaterra | 2000-2001   |
| Peterborough United   | Inglaterra | 2001        |
| Arsenal Football Club | Inglaterra | 2001-2004   |
| Leicester City        | Inglaterra | 2004-2005   |
| Aston Villa           | Inglaterra | 2005-2009   |
| Cardiff City          | Gales      | 2009        |
| Manchester City       | Inglaterra | 2009 - 2012 |
| Reading Football Club | Inglaterra | 2012 - 2014 |
| Leeds United          | Inglaterra | 2014 - 2015 |

## Palmarés

### Campeonatos nacionales
| Título              | Club       | País       | Año  |
| ------------------- | ---------- | ---------- | ---- |
| FA Community Shield | Arsenal FC | Inglaterra | 1999 |
| FA Community Shield | Arsenal FC | Inglaterra | 2002 |
| Premier League      | Arsenal FC | Inglaterra | 2002 |
| Copa FA             | Arsenal FC | Inglaterra | 2003 |